# Anisa Guajardo
Anisa Raquel Guajardo Braff (Fresno, California, Estados Unidos, 10 de marzo de 1991) es una futbolista mexicana nacida en Estados Unidos que juega como delantera en el Club Leon Femenil.

## Biografía
Guajardo nació en Fresno, California de padres Ellen Braff-Guajardo y Santiago Guajardo. Ella tiene una hermana llamada Milena.
Asistió a la Buchanan High School en Clovis, California. Jugó como centrocampista y delantera por cuatro años, anotó 54 goles en su carrera y brindó 20 asistencias. ESPN RISE le otorgó la mención de honor All-American después de su último año. Durante su tiempo en Buchanan, ayudó a la escuela a conseguir cuatro campeonatos consecutivos de la Sección Central CIF y tres títulos de la Conferencia Atlética Tri-River (TRAC). En 2009, el equipo alcanzó la final del torneo CIF División Regional del Sur de California I, además de llegar a ser los sextos mejor clasificados a nivel nacional y los segundos mejores en California. En 2008, fue nombrada miembro del Equipo del Año ESPY.
Jugó para el East Fresno United Fusion de 2006 a 2012 y ayudó al equipo a alcanzar las semifinales de la Copa del Estado de 2008.
También jugó para el Stanford Club de 2001 a 2003 y el California Odyssey de 2003 a 2006 como capitana en ambos equipos.

### Universidad de Pepperdine
Guajardo asistió a la Pepperdine University donde se especializó en psicología con una especialización en medicina deportiva. Ocupa el cuarto lugar histórico de Universidad de Pepperdine con 27 goles y el quinto lugar en puntos totales con 68.

## Trayectoria

### Pali Blues
Guajardo jugó para el Pali Blues desde 2011 hasta el 2012. En mayo de 2011, fue nombrada miembro del equipo  W-League de la semana.

### Boston Breakers
En enero de 2013, se incluyó a Guajardo en una lista de 55 jugadoras de los equipos nacionales de EE. UU., Canadá y México que se asignaron a los ocho equipos en la nueva Liga Nacional de Fútbol Femenino. Fue asignada al Boston Breakers pero, después de no jugar en 2013, la  FMF abandonó su asignación.

### Houston Dash
A principios de 2014, Guajardo era seguida de cerca por el Houston Dash, también de la  NWSL. Entró de cambio en los dos juegos de pretemporada, pero finalmente no fue firmada por el club.

### Valur
El 4 de febrero de 2017, el club islandés Valur anunció a Guajardo como uno de sus fichajes para el torneo de ese año.

### Sundsvalls DFF
En febrero de 2018, Guajardo firmó con el Sundsvalls DFF de la Damallsvenskan.

## Carrera internacional
Guajardo fue convocada con el Equipo Nacional Femenino Sub-17 en el Campeonato Sub-17 de CONCACAF en Trinidad y Tobago en julio de 2008. En agosto de 2008 se unió al Equipo Nacional Femenino Sub-20. Su primer llamado selección mexicana fue en noviembre de 2011 y recibió su primera convocatoria el 20 de noviembre de 2011 contra Francia. El 22 de enero de 2012 durante el  Torneo de Clasificación Olímpica Femenina de CONCACAF hizo un triplete contra la República Dominicana. Guajardo participó en el Copa Algarve 2013 y fue convocada para el Mundial 2015.